# 岡山県美作ラグビー・サッカー場
岡山県美作ラグビー・サッカー場（おかやまけんみまさかラグビー・サッカーじょう）は、岡山県美作市にある球技場。

## 概要
1988年（昭和63年）、4つの補助競技場を備えた岡山初の本格的球技専用競技場として開場。美作市の中心部の林野地区に近い丘陵地にある美作市総合運動公園内に立地、岡山県が所有し美作市が管理・運営を行っている。
県内で行われる高校から社会人までのラグビーフットボール大会の主会場として使用され、近くには湯郷温泉を中心とした宿泊施設が多数あることで合宿にも利用される。また、主競技場はなでしこリーグに所属する岡山湯郷Belleのホームスタジアムである。ファジアーノ岡山や、三菱自動車水島FCも、JFL時代にホームゲームの一部を開催していた。

## 施設
主競技場 - 天然芝、　ピッチサイズ：144×69m　スタンド：5000人 
- 第1補助競技場 - 天然芝、　ピッチサイズ：124×69m
- 第1補助競技場 - 土、　ピッチサイズ：120×69m
- 第2補助競技場 - 人工芝、ナイター設備、　ピッチサイズ：124×69m
- 第2補助競技場 - 　天然芝、　ピッチサイズ：120×69m

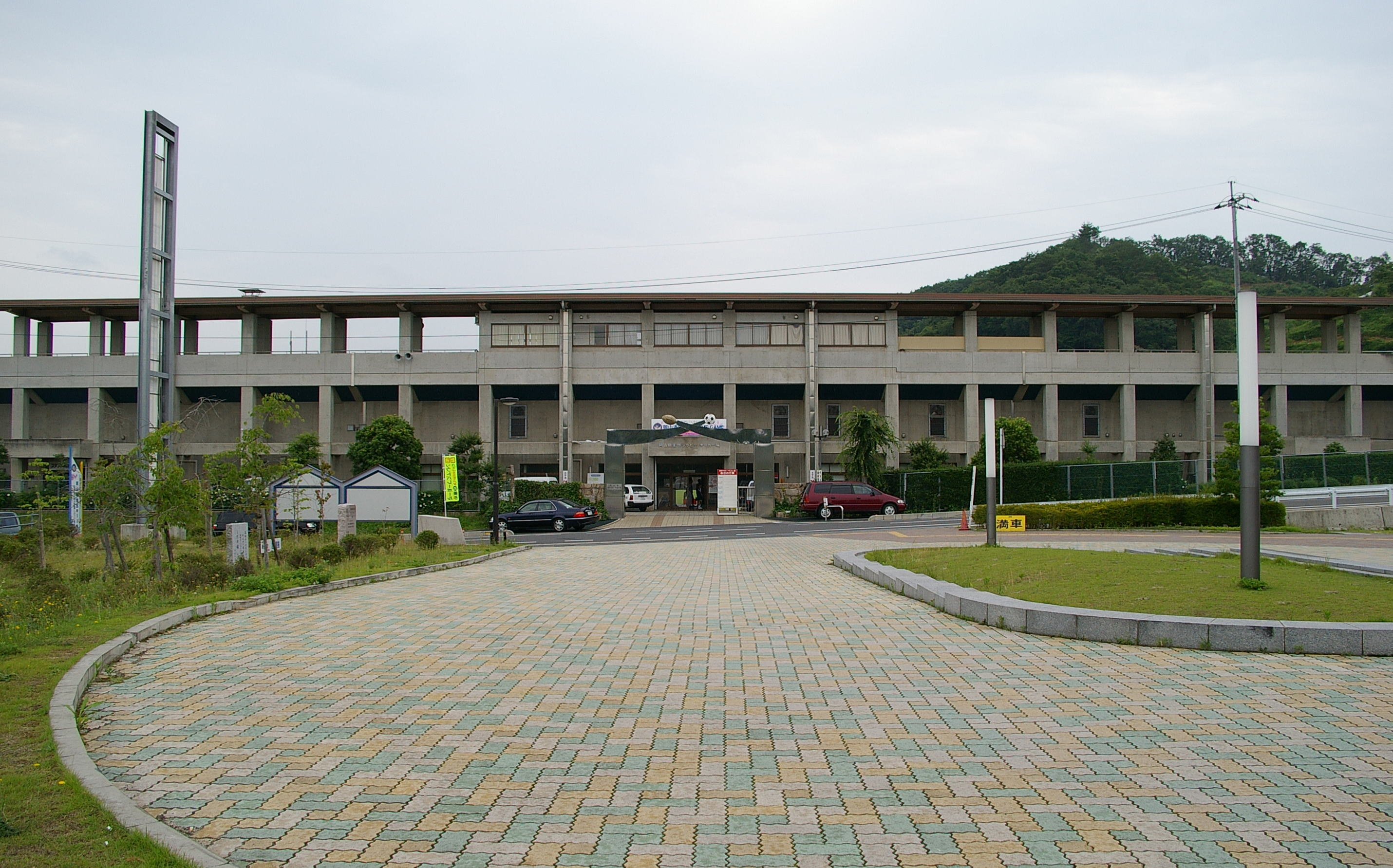
メインスタンドエントランス全景

- 駐車場：無料駐車場　300台

所在地：岡山県美作市入田436-3
管理・運営：美作市教育委員会スポーツ振興課

## 年間スケジュール

### ラグビー
4月
- 中国高校ラグビー大会・県予選
- 岡山県高校美作支部総体

5月
- 岡山県高校ラグビー強化練習会
- 岡山県社会人・学生7人制ラグビー大会

6月
- 岡山県高校総体
- 関西クラブ大会・県予選

9月
- 岡山県社会人学生リーグ戦
- 全国地区対抗大学大会・県予選
- 岡山県高校ラグビー選手権大会

10月 - 11月
- 全国高校ラグビー大会・県予選

12月
- 美作市長杯高校ラグビー大会

※岡山県ラグビー協会HPより抜粋

### サッカー
- 日本女子サッカーリーグ　岡山湯郷Belleホームゲーム（前期4月 - 7月、後期10月 - 12月）
- 皇后杯全日本女子サッカー選手権大会本大会会場（12月）
- 天皇杯全日本サッカー選手権大会岡山県社会人予選 （4月、7月）
- 高円宮杯U-18サッカーリーグ
- 岡山県高校美作支部総体 （5月）
- 岡山県高校総体  （6月）
- 中国サッカーリーグの三菱自動車水島FCとJ2リーグのファジアーノ岡山FCも日本フットボールリーグ時代に数試合使用。（ファジアーノは現在のJリーグ公式戦開催規格には適合していないため、公式戦では使用不可。サテライトチームのネクスファジも使用していない）
- ネスレカップ国際女子サッカークラブ選手権2014開幕戦（2014年）

## 歴史
- 1988年（昭和63年） - 開場
- 1991年（平成 3年） - サッカー日本女子代表が合宿を行う。
- 2001年（平成13年） - 岡山湯郷Belle結成、当施設をホームスタジアムとする。
- 2002年（平成14年） - 2002 FIFAワールドカップ・スロベニア代表チームのキャンプが行われた。
- 2005年（平成17年） - 晴れの国おかやま国体・ラグビーの主会場になる。
- 2011年（平成23年） - 8月22日～27日　なでしこジャパンがロンドンオリンピックアジア最終予選直前合宿をおこなう。

## 美作市総合運動公園の施設
- 美作市美作野球場 - 両翼：91m　センター：110m　スタンド：2000人
- 美作市美作テニスコート - オムニコート　5面　（ナイター施設完備）
- 美作ゲートボール場 - 　ゲートボール場　6面
- 構陵館 - 柔道場　128畳　・剣道場　237m²
- みまさかアリーナ
  - メインアリーナ　41m×36m（バレーボールコート3面・フットサルコート2面・バスケットボールコート1面・バドミントンコート15面）・観客席　300
  - サブアリーナ　25

m×17m（バレーボールコート1面・バドミントンコート3面）
- - 会議室　
  - 選手控室
  - トレーニングジム

## アクセス
立地場所は市街地に程近いが、小高い丘陵地にあるため自動車での移動を推奨。
- JR姫新線・林野駅よりタクシーで5分
- 中国自動車道・美作インターチェンジより車で10分
- 宇野バス、赤磐市広域路線バス　湯郷温泉上バス停より徒歩20分 （美作第一小学校、湯遊ラガーウォーク スクラムコース、水道公園経由）